# Global League

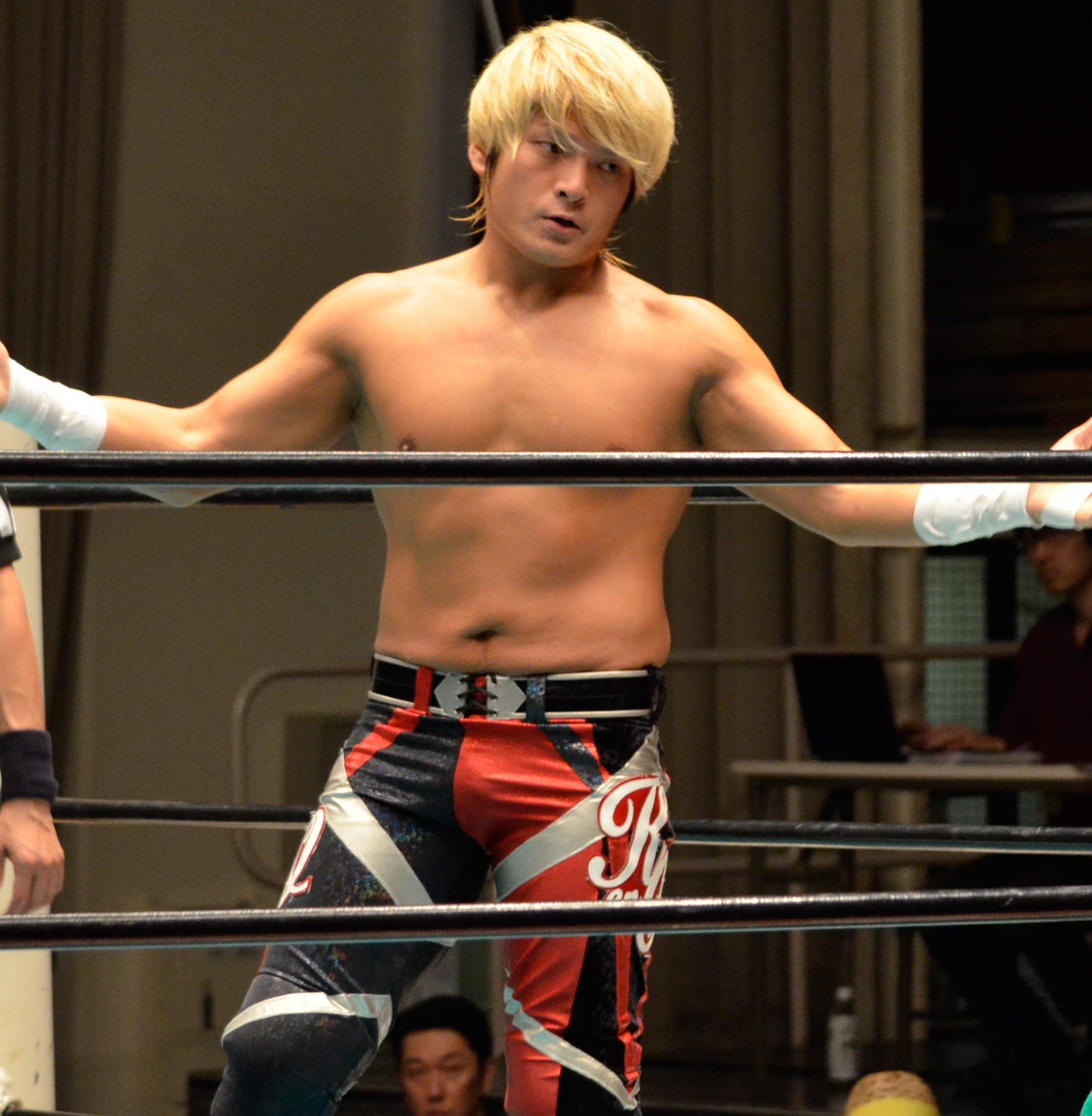
Kenoh, el último ganador del torneo N-1 Victory en su edición del año 2019.

El Global League (Liga Global, en español) es un torneo anual de lucha de round-robin organizado por Pro Wrestling Noah, establecido en 2010. En 2019, la Global League fue renombrado como "N-1 Victory".
La Global League adopta un sistema de puntos, con dos puntos para una victoria, uno para el sorteo de tiempo vencido, y ninguno para el otro sorteo o una pérdida. Los partidos del torneo se llevan a cabo bajo las reglas del título de GHC como la regla base, teniendo un límite de tiempo de 30 minutos. El premio por ganar el torneo es una oportunidad por el Campeonato Peso Pesado de la GHC.
Asimismo, es también considerado como uno de los torneos más complicados de ganar debido a su duro calendario de combates: El torneo inicia con la conformación de dos bloques: "A" y "B" donde los luchadores que conforman cada bloque luchan entre sí en un sistema de todos contra todos bajo las siguientes reglas:
- Cada victoria otorga dos puntos al vencedor.
- Cada lucha dentro de este torneo tiene un límite de tiempo máximo de 30 minutos. En caso de empate por llegar al límite de tiempo, se asignará un punto a ambos luchadores.
- En caso de empate en puntos por el primer lugar de un bloque entre dos luchadores o más, se toma en cuenta como criterio de desempate, las luchas específicas en las cuales los luchadores involucrados hayan participado entre sí, y se dará prioridad al vencedor (o vencedores) de aquellas luchas. En caso de seguir existiendo empate, se asignará una lucha extra.

## Ganadores del torneo
- Global League
  - 2010: Yoshihiro Takayama
  - 2011: Takeshi Morishima
  - 2012: Kenta
  - 2013: Yuji Nagata
  - 2014: Takashi Sugiura
  - 2015: Naomichi Marufuji
  - 2016: Minoru Suzuki
  - 2017: Kenoh
  - 2018: Kaito Kiyomiya
- N-1 Victory
  - 2019: Kenoh (2)
  - 2020: Katsuhiko Nakajima
  - 2021: Katsuhiko Nakajima (2)
  - 2022: Kaito Kiyomiya
  - 2023: Go Shiozaki

## Resultados

### 2010
La primera edición de Global League 2010 se celebró del 28 de marzo al 2 de mayo, durante la gira Spring Navigation 2010. El torneo contó con un sistema de bloque, con doce luchadores divididos en dos bloques de seis. Los mejores luchadores de acabado de cada bloque se enfrentaron en la final.
| Bloque A            | Bloque A | Bloque B           | Bloque B |
| Jun Akiyama         | 8        | Yoshihiro Takayama | 7        |
| Kensuke Sasaki      | 7        | Toshiaki Kawada    | 6        |
| Takashi Sugiura (C) | 6        | Takeshi Morishima  | 5        |
| Bison Smith         | 4        | Muhammad Yone      | 5        |
| Takeshi Rikio       | 3        | Akitoshi Saito     | 4        |
| Takuma Sano         | 2        | Naomichi Marufuji  | 3        |
| ------------------- | -------- | ------------------ | -------- |

| Bloque A  | Sugiura          | Rikio             | Smith             | Sano             | Akiyama          | Sasaki            |
| --------- | ---------------- | ----------------- | ----------------- | ---------------- | ---------------- | ----------------- |
| Sugiura   | X                | Draw (30:00)      | Sugiura (20:04)   | Sugiura (16:20)  | Akiyama (21:49)  | Draw (30:00)      |
| Rikio     | Draw (30:00)     | X                 | Rikio (18:47)     | Sano (04:17)     | Akiyama (11:48)  | Sasaki (13:27)    |
| Smith     | Sugiura (20:04)  | Rikio (18:47)     | X                 | Smith (15:50)    | Akiyama (12:30)  | Smith (14:57)     |
| Sano      | Sugiura (16:20)  | Sano (04:17)      | Smith (15:50)     | X                | Akiyama (14:02)  | Sasaki (14:14)    |
| Akiyama   | Akiyama (21:49)  | Akiyama (11:48)   | Akiyama (12:30)   | Akiyama (14:02)  | X                | Sasaki (18:19)    |
| Sasaki    | Draw (30:00)     | Sasaki (13:27)    | Smith (14:57)     | Sasaki (14:14)   | Sasaki (18:19)   | X                 |
| Bloque B  | Marufuji         | Morishima         | Yone              | Saito            | Takayama         | Kawada            |
| Marufuji  | X                | Draw (30:00)      | Yone (16:35)      | Saito (13:13)    | Marufuji (15:38) | Kawada (22:21)    |
| Morishima | Draw (30:00)     | X                 | Morishima (12:39) | Saito (15:38)    | Takayama (14:56) | Morishima (12:41) |
| Yone      | Yone (16:35)     | Morishima (12:39) | X                 | Yone (12:50)     | Takayama (08:15) | Draw (30:00)      |
| Saito     | Saito (13:13)    | Saito (15:38)     | Yone (12:50)      | X                | Takayama (10:16) | Kawada (16:13)    |
| Takayama  | Marufuji (15:38) | Takayama (14:56)  | Takayama (08:15)  | Takayama (10:16) | X                | Draw (30:00)      |
| Kawada    | Kawada (22:21)   | Morishima (12:41) | Draw (30:00)      | Kawada (16:13)   | Draw (30:00)     | X                 |

|  | Final |                    |       |  |
|  |       |                    |       |  |
|  | A1    | Jun Akiyama        | Pin   |  |
|  | A1    | Jun Akiyama        | Pin   |  |
|  | B1    | Yoshihiro Takayama | 13:38 |  |
|  | B1    | Yoshihiro Takayama | 13:38 |  |

### 2011
La segunda edición de Global League 2011 se celebró del 3 de noviembre al 20 de noviembre, durante la gira autotitulada. El torneo contó con un sistema de bloque, con dieciocho luchadores divididos en dos bloques de nueve. Los mejores luchadores de acabado de cada bloque se enfrentaron en la final.
| Bloque A           | Bloque A | Bloque B         | Bloque B |
| Takeshi Morishima  | 12       | Kenta            | 12       |
| Go Shiozaki (C)    | 11       | Takashi Sugiura  | 11       |
| Jun Akiyama        | 11       | Kensuke Sasaki   | 11       |
| Yoshihiro Takayama | 10       | Bison Smith      | 9        |
| Trevor Murdoch     | 8        | Muhammad Yone    | 7        |
| Yoshinobu Kanemaru | 6        | Takuma Sano      | 6        |
| Yutaka Yoshie      | 6        | Akitoshi Saito   | 6        |
| Kotaro Suzuki      | 5        | Shuhei Taniguchi | 6        |
| Kento Miyahara     | 3        | Bobby Fish       | 4        |
| ------------------ | -------- | ---------------- | -------- |

| Bloque A  | Shiozaki          | Takayama         | Akiyama           | Morishima         | Kanemaru         | Suzuki            | Yoshie           | Miyahara          | Murdoch          |
| --------- | ----------------- | ---------------- | ----------------- | ----------------- | ---------------- | ----------------- | ---------------- | ----------------- | ---------------- |
| Shiozaki  | X                 | Takayama (19:19) | Draw (30:00)      | Morishima (15:30) | Shiozaki (11:52) | Shiozaki (15:06)  | Shiozaki (16:01) | Shiozaki (11:00)  | Shiozaki (15:36) |
| Takayama  | Takayama (19:19)  | X                | Akiyama (15:33)   | Morishima (9:12)  | Takyama (5:03)   | Takayama (5:30)   | Takayama (9:48)  | Takayama (3:07)   | Murdoch (9:04)   |
| Akiyama   | Draw (30:00)      | Akiyama (15:33)  | X                 | Morishima (12:56) | Kanemaru (5:14)  | Akiyama (7:20)    | Akiyama (11:19)  | Akiyama (10:04)   | Akiyama (16:40)  |
| Morishima | Morishima (15:30) | Morishima (9:12) | Morishima (12:56) | X                 | Morishima (3:57) | Morishima (8:04)  | Yoshie (12:15)   | Morishima (6:22)  | Murdoch (6:51)   |
| Kanemaru  | Shiozaki (11:52)  | Takayama (5:03)  | Kanemaru (5:14)   | Morishima (3:57)  | X                | Draw (30:00)      | Yoshie (3:55)    | Draw (30:00)      | Kanemaru (8:10)  |
| Suzuki    | Shiozaki (15:06)  | Takayama (5:30)  | Akiyama (7:20)    | Morishima (8:04)  | Draw (30:00)     | X                 | Suzuki (6:49)    | Suzuki (11:46)    | Murdoch (8:24)   |
| Yoshie    | Shiozaki (16:01)  | Takayama (9:48)  | Akiyama (11:19)   | Yoshie (12:15)    | Yoshie (3:55)    | Suzuki (6:49)     | X                | Yoshie (9:28)     | Murdoch (7:22)   |
| Miyahara  | Shiozaki (11:00)  | Takayama (3:07)  | Akiyama (10:04)   | Morishima (6:22)  | Draw (30:00)     | Suzuki (11:46)    | Yoshie (9:28)    | X                 | Miyahara (4:34)  |
| Murdoch   | Shiozaki (15:36)  | Murdoch (9:04)   | Akiyama (16:40)   | Murdoch (6:51)    | Kanemaru (8:10)  | Murdoch (8:24)    | Murdoch (7:22)   | Miyahara (4:34)   | X                |
| Bloque B  | Kenta             | Sugiura          | Sano              | Saito             | Yone             | Taniguchi         | Sasaki           | Smith             | Fish             |
| Kenta     | X                 | Sugiura (2:08)   | Kenta (4:03)      | Kenta (16:12)     | Kenta (15:11)    | Kenta (11:51)     | Sasaki (18:04)   | Kenta (12:18)     | Kenta (9:24)     |
| Sugiura   | Sugiura (2:08)    | X                | Sugiura (7:53)    | Saito (16:20)     | Draw (30:00)     | Sugiura (17:33)   | Sugiura (19:05)  | Smith (25:28)     | Sugiura (11:00)  |
| Sano      | Kenta (4:03)      | Sugiura (7:53)   | X                 | Saito (10:05)     | Sano (11:03)     | Taniguchi (11:59) | Sano (11:54)     | Smith (10:27)     | Sano (9:12)      |
| Saito     | Kenta (16:12)     | Saito (16:20)    | Saito (10:05)     | X                 | Saito (5:38)     | Taniguchi (10:44) | Sasaki (13:09)   | Smith (11:16)     | Fish (7:25)      |
| Yone      | Kenta (15:11)     | Draw (30:00)     | Sano (11:03)      | Saito (5:38)      | X                | Yone (11:05)      | Sasaki (4:42)    | Yone (8:25)       | Yone (10:58)     |
| Taniguchi | Kenta (11:51)     | Sugiura (17:33)  | Taniguchi (11:59) | Taniguchi (10:44) | Yone (11:05)     | X                 | Sasaki (11:27)   | Taniguchi (11:58) | Fish (11:04)     |
| Sasaki    | Sasaki (18:04)    | Sugiura (19:05)  | Sano (11:54)      | Sasaki (13:09)    | Sasaki (4:42)    | Sasaki (11:27)    | X                | Draw (30:00)      | Sasaki (10:10)   |
| Smith     | Kenta (12:18)     | Smith (25:28)    | Smith (10:27)     | Smith (11:16)     | Yone (8:25)      | Taniguchi (11:58) | Draw (30:00)     | X                 | Smith (12:07)    |
| Fish      | Kenta (9:24)      | Sugiura (11:00)  | Sano (9:12)       | Fish (7:25)       | Yone (10:58)     | Fish (11:04)      | Sasaki (10:10)   | Smith (12:07)     | X                |

|  | Final |                   |       |  |
|  |       |                   |       |  |
|  | A1    | Takeshi Morishima | Pin   |  |
|  | A1    | Takeshi Morishima | Pin   |  |
|  | B1    | Kenta             | 16:43 |  |
|  | B1    | Kenta             | 16:43 |  |

### 2012
La tercera edición de Global League 2012 se celebró del 3 de noviembre al 23 de noviembre, durante la gira autotitulada. El torneo contó con un sistema de bloque, con catorce luchadores divididos en dos bloques de siete. Los mejores luchadores de acabado de cada bloque se enfrentaron en la final.
| Bloque A              | Bloque A | Bloque B           | Bloque B |
| Kenta                 | 9        | Takashi Sugiura    | 8        |
| Takeshi Morishima (C) | 8        | Maybach Taniguchi  | 8        |
| Yuji Nagata           | 8        | Akitoshi Saito     | 6        |
| Go Shiozaki           | 6        | Jun Akiyama        | 6        |
| Muhammad Yone         | 6        | Naomichi Marufuji  | 6        |
| Mikey Nicholls        | 3        | Katsuhiko Nakajima | 4        |
| Kento Miyahara        | 2        | Shane Haste        | 4        |
| --------------------- | -------- | ------------------ | -------- |

| Bloque A  | Shiozaki          | Kenta            | Miyahara         | Nicholls          | Yone              | Morishima         | Nagata            |
| --------- | ----------------- | ---------------- | ---------------- | ----------------- | ----------------- | ----------------- | ----------------- |
| Shiozaki  | X                 | Kenta (11:03)    | Shiozaki (10:29) | Nicholls (14:07)  | Shiozaki (17:53)  | Shiozaki (17:43)  | Nagata (18:47)    |
| Kenta     | Kenta (11:03)     | X                | Kenta (7:36)     | Draw (30:00)      | Kenta (13:08)     | Kenta (16:55)     | Nagata (16:21)    |
| Miyahara  | Shiozaki (10:29)  | Kenta (7:36)     | X                | Miyahara (6:45)   | Yone (11:13)      | Morishima (6:51)  | Nagata (10:43)    |
| Nicholls  | Nicholls (14:07)  | Draw (30:00)     | Miyahara (6:45)  | X                 | Yone (4:10)       | Morishima (6:34)  | Nagata (12:14)    |
| Yone      | Shiozaki (17:53)  | Kenta (13:08)    | Yone (11:13)     | Yone (4:10)       | X                 | Morishima (16:08) | Yone (15:16)      |
| Morishima | Shiozaki (17:43)  | Kenta (16:55)    | Morishima (6:51) | Morishima (6:34)  | Morishima (16:08) | X                 | Morishima (15:05) |
| Nagata    | Nagata (18:47)    | Nagata (16:21)   | Nagata (10:43)   | Nagata (12:14)    | Yone (15:16)      | Morishima (15:05) | X                 |
| Bloque B  | Saito             | Akiyama          | Nakajima         | Taniguchi         | Marufuji          | Haste             | Sugiura           |
| Saito     | X                 | Saito (16:28)    | Saito (8:28)     | Taniguchi (10:54) | Marufuji (11:58)  | Haste (12:29)     | Saito (12:39)     |
| Akiyama   | Saito (16:28)     | X                | Akiyama (12:12)  | Taniguchi (7:33)  | Marufuji (19:58)  | Akiyama (13:17)   | Akiyama (15:05)   |
| Nakajima  | Saito (8:28)      | Akiyama (12:12)  | X                | Nakajima (9:58)   | Marufuji (12:08)  | Nakajima (9:28)   | Sugiura (12:08)   |
| Taniguchi | Taniguchi (10:54) | Taniguchi (7:33) | Nakajima (9:58)  | X                 | Taniguchi (14:05) | Taniguchi (10:40) | Sugiura (10:29)   |
| Marufuji  | Marufuji (11:58)  | Marufuji (19:58) | Marufuji (12:08) | Taniguchi (14:05) | X                 | Haste (9:11)      | Sugiura (9:37)    |
| Haste     | Haste (12:29)     | Akiyama (13:17)  | Nakajima (9:28)  | Taniguchi (10:40) | Haste (9:11)      | X                 | Sugiura (16:02)   |
| Sugiura   | Saito (12:39)     | Akiyama (15:05)  | Sugiura (12:08)  | Sugiura (10:29)   | Sugiura (9:37)    | Sugiura (16:02)   | X                 |

|  | Final |                 |       |  |
|  |       |                 |       |  |
|  | A1    | Kenta           | Pin   |  |
|  | A1    | Kenta           | Pin   |  |
|  | B1    | Takashi Sugiura | 21:03 |  |
|  | B1    | Takashi Sugiura | 21:03 |  |

### 2013
La cuarta edición de Global League 2013 se celebró del 19 de octubre al 10 de noviembre, durante la gira autotitulada. El torneo contó con un sistema de bloque, con catorce luchadores divididos en dos bloques de siete. Los mejores luchadores de acabado de cada bloque se enfrentaron en la final.
| Bloque A           | Bloque A | Bloque B          | Bloque B |
| Takeshi Morishima  | 8        | Yuji Nagata       | 8        |
| Kenta (C)          | 6        | Naomichi Marufuji | 8        |
| Muhammad Yone      | 6        | Takashi Sugiura   | 6        |
| Daisuke Sekimoto   | 6        | Maybach Taniguchi | 6        |
| Shane Haste        | 6        | Ryoji Sai         | 6        |
| Katsuhiko Nakajima | 6        | Mikey Nicholls    | 4        |
| Eddie Edwards      | 4        | Akitoshi Saito    | 4        |
| ------------------ | -------- | ----------------- | -------- |

| Block A       | Sekimoto          | Eddie Edwards     | Nakajima          | Kenta            | Yone             | Haste            | Morishima         |
| ------------- | ----------------- | ----------------- | ----------------- | ---------------- | ---------------- | ---------------- | ----------------- |
| Sekimoto      | X                 | Sekimoto (7:42)   | Sekimoto (11:05)  | Kenta (21:38)    | Sekimoto (11:49) | Haste (8:13)     | Morishima (14:42) |
| Eddie Edwards | Sekimoto (7:42)   | X                 | Edwards (12:36)   | Edwards (13:57)  | Yone (10:39)     | Haste (12:45)    | Morishima (6:53)  |
| Nakajima      | Sekimoto (11:05)  | Edwards (12:36)   | X                 | Nakajima (19:52) | Nakajima (5:06)  | Nakajima (13:33) | Morishima (12:09) |
| Kenta         | Kenta (21:38)     | Edwards (13:57)   | Nakajima (19:52)  | X                | Kenta (18:26)    | Kenta (15:33)    | Morishima (9:39)  |
| Yone          | Sekimoto (11:49)  | Yone (10:39)      | Nakajima (5:06)   | Kenta (18:26)    | X                | Yone (9:36)      | Yone (13:16)      |
| Haste         | Haste (8:13)      | Haste (12:45)     | Nakajima (13:33)  | Kenta (15:33)    | Yone (9:36)      | X                | Haste (10:19)     |
| Morishima     | Morishima (14:42) | Morishima (6:53)  | Morishima (12:09) | Morishima (9:39) | Yone (13:16)     | Haste (10:19)    | X                 |
| Block B       | Saito             | Taniguchi         | Nicholls          | Marufuji         | Sai              | Sugiura          | Nagata            |
| Saito         | X                 | Taniguchi (8:49)  | Saito (10:55)     | Marufuji (13:07) | Sai (10:12)      | Saito (13:46)    | Nagata (11:08)    |
| Taniguchi     | Taniguchi (8:49)  | X                 | Nicholls (10:20)  | Marufuji (15:29) | Sai (11:05)      | Taniguchi (6:41) | Taniguchi (12:23) |
| Nicholls      | Saito (10:55)     | Nicholls (10:20)  | X                 | Marufuji (13:32) | Sai (6:17)       | Nicholls (13:22) | Nagata (10:29)    |
| Marufuji      | Marufuji (13:07)  | Marufuji (15:29)  | Marufuji (13:32)  | X                | Marufuji (10:32) | Sugiura (16:02)  | Nagata (8:34)     |
| Sai           | Sai (10:12)       | Sai (11:05)       | Sai (6:17)        | Marufuji (10:32) | X                | Sugiura (12:03)  | Nagata (12:19)    |
| Sugiura       | Saito (13:46)     | Taniguchi (6:41)  | Nicholls (13:22)  | Sugiura (16:02)  | Sugiura (12:03)  | X                | Sugiura (15:16)   |
| Nagata        | Nagata (11:08)    | Taniguchi (12:23) | Nagata (10:29)    | Nagata (8:34)    | Nagata (12:19)   | Sugiura (15:16)  | X                 |

|  | Final |                   |       |  |
|  |       |                   |       |  |
|  | A1    | Takeshi Morishima | Pin   |  |
|  | A1    | Takeshi Morishima | Pin   |  |
|  | B1    | Yuji Nagata       | 13:09 |  |
|  | B1    | Yuji Nagata       | 13:09 |  |

### 2014
La quinta edición de Global League 2014 se celebró del 18 de octubre al 8 de noviembre, durante la gira autotitulada. El torneo contó con un sistema de bloque, con dieciséis luchadores divididos en dos bloques de siete. Los mejores luchadores de acabado de cada bloque se enfrentaron en la final.
| Bloque A              | Bloque A | Bloque B          | Bloque B |
| Daisuke Sekimoto      | 10       | Takashi Sugiura   | 10       |
| Satoshi Kojima        | 8        | Chris Hero        | 8        |
| Katsuhiko Nakajima    | 8        | Yuji Nagata       | 8        |
| Naomichi Marufuji (C) | 8        | Masato Tanaka     | 8        |
| Colt Cabana           | 6        | Maybach Taniguchi | 8        |
| Akitoshi Saito        | 6        | Muhammad Yone     | 6        |
| Takeshi Morishima     | 6        | Mikey Nicholls    | 6        |
| Shane Haste           | 4        | Quiet Storm       | 2        |
| --------------------- | -------- | ----------------- | -------- |

| Bloque A  | Saito            | Cabana           | Sekimoto          | Nakajima          | Marufuji          | Kojima           | Haste             | Morishima         |
| --------- | ---------------- | ---------------- | ----------------- | ----------------- | ----------------- | ---------------- | ----------------- | ----------------- |
| Saito     | X                | Cabana (6:00)    | Sekimoto (10:30)  | Saito (14:12)     | Marufuji (12:01)  | Saito (12:57)    | Haste (12:02)     | Saito (9:01)      |
| Cabana    | Cabana (6:00)    | X                | Sekimoto (11:50)  | Nakajima (8:06)   | Marufuji (9:11)   | Kojima (10:14)   | Cabana (10:57)    | Cabana (8:43)     |
| Sekimoto  | Sekimoto (10:30) | Sekimoto (11:50) | X                 | Sekimoto (12:15)  | Marufuji (16:01)  | Kojima (12:29)   | Sekimoto (12:07)  | Sekimoto (13:17)  |
| Nakajima  | Saito (14:12)    | Nakajima (8:06)  | Sekimoto (12:15)  | X                 | Nakajima (19:41)  | Kojima (10:27)   | Nakajima (13:36)  | Nakajima (13:34)  |
| Marufuji  | Marufuji (12:01) | Marufuji (9:11)  | Marufuji (16:01)  | Nakajima (19:41)  | X                 | Kojima (14:41)   | Marufuji (6:54)   | Morishima (13:20) |
| Kojima    | Saito (12:57)    | Kojima (10:14)   | Kojima (12:29)    | Kojima (10:27)    | Kojima (14:41)    | X                | Haste (11:43)     | Morishima (7:12)  |
| Haste     | Haste (12:02)    | Cabana (10:57)   | Sekimoto (12:07)  | Nakajima (13:36)  | Marufuji (6:54)   | Haste (11:43)    | X                 | Morishima (10:09) |
| Morishima | Saito (9:01)     | Cabana (8:43)    | Sekimoto (13:17)  | Nakajima (13:34)  | Morishima (13:20) | Morishima (7:12) | Morishima (10:09) | X                 |
| Bloque B  | Hero             | Tanaka           | Taniguchi         | Nicholls          | Yone              | Storm            | Sugiura           | Nagata            |
| Hero      | X                | Hero (13:22)     | Hero (12:56)      | Hero (11:26)      | Yone (12:20)      | Hero (8:05)      | Sugiura (12:07)   | Nagata (13:28)    |
| Tanaka    | Hero (13:22)     | X                | Tanaka (10:07)    | Nicholls (10:09)  | Tanaka (12:34)    | Tanaka (7:39)    | Tanaka (15:13)    | Nagata (13:37)    |
| Taniguchi | Hero (12:56)     | Tanaka (10:07)   | X                 | Taniguchi (12:06) | Taniguchi (8:23)  | Taniguchi (8:11) | Sugiura (1:57)    | Taniguchi (12:28) |
| Nicholls  | Hero (11:26)     | Nicholls (10:09) | Taniguchi (12:06) | X                 | Yone (9:26)       | Nicholls (8:35)  | Sugiura (13:54)   | Nicholls (11:01)  |
| Yone      | Yone (12:20)     | Tanaka (12:34)   | Taniguchi (8:23)  | Yone (9:26)       | X                 | Storm (6:06)     | Sugiura (15:56)   | Yone (11:01)      |
| Storm     | Hero (8:05)      | Tanaka (7:39)    | Taniguchi (8:11)  | Nicholls (8:35)   | Storm (6:06)      | X                | Sugiura (12:05)   | Nagata (10:50)    |
| Sugiura   | Sugiura (12:07)  | Tanaka (15:13)   | Sugiura (1:57)    | Sugiura (13:54)   | Sugiura (15:56)   | Sugiura (12:05)  | X                 | Nagata (18:09)    |
| Nagata    | Nagata (13:28)   | Nagata (13:37)   | Taniguchi (12:28) | Nicholls (11:01)  | Yone (11:01)      | Nagata (10:50)   | Nagata (18:09)    | X                 |

|  | Final |                  |       |  |
|  |       |                  |       |  |
|  | A1    | Daisuke Sekimoto | Pin   |  |
|  | A1    | Daisuke Sekimoto | Pin   |  |
|  | B1    | Takashi Sugiura  | 19:12 |  |
|  | B1    | Takashi Sugiura  | 19:12 |  |

### 2015
La sexta edición de Global League 2015 se celebró del 16 de octubre al 8 de noviembre, durante la gira autotitulada. El torneo contó con un sistema de bloque, con dieciséis luchadores divididos en dos bloques de siete. Los mejores luchadores de acabado de cada bloque se enfrentaron en la final.
| Bloque A            | Bloque A | Bloque B           | Bloque B |
| Naomichi Marufuji   | 10       | Shelton X Benjamin | 13       |
| Takashi Sugiura     | 8        | Minoru Suzuki (C)  | 11       |
| Chris Hero          | 8        | Colt Cabana        | 8        |
| Masato Tanaka       | 8        | Katsuhiko Nakajima | 8        |
| Satoshi Kojima      | 8        | Maybach Taniguchi  | 6        |
| Davey Boy Smith Jr. | 6        | Muhammad Yone      | 6        |
| Lance Archer        | 6        | Mitsuhiro Kitamiya | 2        |
| Quiet Storm         | 2        | Takashi Iizuka     | 0        |
| ------------------- | -------- | ------------------ | -------- |

| Bloque A  | Hero             | Smith            | Archer            | Tanaka          | Marufuji         | Storm            | Kojima           | Sugiura           |
| --------- | ---------------- | ---------------- | ----------------- | --------------- | ---------------- | ---------------- | ---------------- | ----------------- |
| Hero      | X                | Hero (17:10)     | Hero (12:17)      | Hero (13:49)    | Marufuji (12:34) | Storm (9:25)     | Hero (10:27)     | Sugiura (11:23)   |
| Smith     | Hero (17:10)     | X                | Smith (13:26)     | Tanaka (11:58)  | Marufuji (13:36) | Smith (8:13)     | Kojima (11:29)   | Smith (11:28)     |
| Archer    | Hero (12:17)     | Smith (13:26)    | X                 | Archer (10:16)  | Marufuji (11:15) | Archer (9:07)    | Kojima (9:41)    | Archer (11:48)    |
| Tanaka    | Hero (13:49)     | Tanaka (11:58)   | Archer (10:16)    | X               | Tanaka (11:59)   | Tanaka (6:53)    | Tanaka (11:56)   | Sugiura (16:17)   |
| Marufuji  | Marufuji (12:34) | Marufuji (13:36) | Marufuji (11:15)  | Tanaka (11:59)  | X                | Marufuji (6:38)  | Kojima (11:27)   | Marufuji (18:18)  |
| Storm     | Storm (9:25)     | Smith (8:13)     | Archer (9:07)     | Tanaka (6:53)   | Marufuji (6:38)  | X                | Kojima (7:46)    | Sugiura (8:03)    |
| Kojima    | Hero (10:27)     | Kojima (11:29)   | Kojima (9:41)     | Tanaka (11:56)  | Kojima (11:27)   | Kojima (7:46)    | X                | Sugiura (14:44)   |
| Sugiura   | Sugiura (11:23)  | Smith (11:28)    | Archer (11:48)    | Sugiura (16:17) | Marufuji (18:18) | Sugiura (8:03)   | Sugiura (14:44)  | X                 |
| Bloque B  | Cabana           | Nakajima         | Taniguchi         | Suzuki          | Kitamiya         | Yone             | Benjamin         | Iizuka            |
| Cabana    | X                | Cabana (10:31)   | Cabana (7:04)     | Suzuki (11:16)  | Cabana (9:24)    | Yone (7:23)      | Benjamin (10:06) | Cabana (7:05)     |
| Nakajima  | Cabana (10:31)   | X                | Nakajima (10:44)  | Suzuki (15:56)  | Nakajima (11:03) | Nakajima (12:48) | Benjamin (13:01) | Nakajima (11:48)  |
| Taniguchi | Cabana (7:04)    | Nakajima (10:44) | X                 | Suzuki (11:04)  | Taniguchi (8:33) | Taniguchi (9:30) | Benjamin (12:37) | Taniguchi (11:14) |
| Suzuki    | Suzuki (11:16)   | Suzuki (15:56)   | Suzuki (11:04)    | X               | Suzuki (11:07)   | Suzuki (14:14)   | Draw (30:00)     | Draw (7:17)       |
| Kitamiya  | Cabana (9:24)    | Nakajima (11:03) | Taniguchi (8:33)  | Suzuki (11:07)  | X                | Yone (9:02)      | Benjamin (9:02)  | Kitamiya (6:08)   |
| Yone      | Yone (7:23)      | Nakajima (12:48) | Taniguchi (9:30)  | Suzuki (14:14)  | Yone (9:02)      | X                | Benjamin (9:31)  | Yone (4:06)       |
| Benjamin  | Benjamin (10:06) | Benjamin (13:01) | Benjamin (12:37)  | Draw (30:00)    | Benjamin (9:02)  | Benjamin (9:31)  | X                | Benjamin (7:20)   |
| Iizuka    | Cabana (7:05)    | Nakajima (11:48) | Taniguchi (11:14) | Draw (7:17)     | Kitamiya (6:08)  | Yone (4:06)      | Benjamin (7:20)  | X                 |

|  | Final |                    |       |  |
|  |       |                    |       |  |
|  | A1    | Naomichi Marufuji  | Pin   |  |
|  | A1    | Naomichi Marufuji  | Pin   |  |
|  | B1    | Shelton X Benjamin | 24:06 |  |
|  | B1    | Shelton X Benjamin | 24:06 |  |

### 2016
La séptima edición de Global League 2016 se celebró del 3 de noviembre al 23 de noviembre. El torneo contó con un sistema de bloque, con dieciséis luchadores divididos en dos bloques de siete. Los mejores luchadores de acabado de cada bloque se enfrentaron en la final.
| Bloque A               | Bloque A | Bloque B            | Bloque B |
| Minoru Suzuki          | 12       | Masa Kitamiya       | 10       |
| Toru Yano              | 10       | Davey Boy Smith Jr. | 8        |
| Katsuhiko Nakajima (C) | 10       | Muhammad Yone       | 8        |
| Quiet Storm            | 8        | Naomichi Marufuji   | 8        |
| Lance Archer           | 8        | Takashi Sugiura     | 8        |
| Maybach Taniguchi      | 4        | Go Shiozaki         | 8        |
| Akitoshi Saito         | 2        | Alejandro Saez      | 6        |
| Takashi Iizuka         | 2        | Kaito Kiyomiya      | 0        |
| ---------------------- | -------- | ------------------- | -------- |

| Bloque A  | Saito            | Nakajima         | Archer           | Taniguchi        | Suzuki           | Storm            | Iizuka           | Yano             |
| --------- | ---------------- | ---------------- | ---------------- | ---------------- | ---------------- | ---------------- | ---------------- | ---------------- |
| Saito     | X                | Nakajima (11:13) | Archer (7:46)    | Taniguchi (9:43) | Suzuki (9:50)    | Storm (10:13)    | Saito (7:01)     | Yano (4:21)      |
| Nakajima  | Nakajima (11:13) | X                | Nakajima (17:06) | Nakajima (13:13) | Suzuki (16:04)   | Nakajima (13:42) | Nakajima (11:56) | Yano (5:13)      |
| Archer    | Archer (7:46)    | Nakajima (17:06) | X                | Archer (10:52)   | Suzuki (12:09)   | Storm            | Archer (8:38)    | Archer (4:49)    |
| Taniguchi | Taniguchi (9:43) | Nakajima (13:13) | Archer (10:52)   | X                | Suzuki (13:01)   | Storm (8:28)     | Taniguchi (8:19) | Yano (4:30)      |
| Suzuki    | Suzuki (9:50)    | Suzuki (16:04)   | Suzuki (12:09)   | Suzuki (13:01)   | X                | Suzuki (10:34)   | Suzuki (7:06)    | Yano (6:51)      |
| Storm     | Storm (10:13)    | Nakajima (13:42) | Storm            | Storm (8:28)     | Suzuki (10:34)   | X                | Storm (6:30)     | Yano (3:51)      |
| Iizuka    | Saito (7:01)     | Nakajima (11:56) | Archer (8:38)    | Taniguchi (8:19) | Suzuki (7:06)    | Storm (6:30)     | X                | Iizuka (11:21)   |
| Yano      | Yano (4:21)      | Yano (5:13)      | Archer (4:49)    | Yano (4:30)      | Yano (6:51)      | Yano (3:51)      | Iizuka (11:21)   | X                |
| Bloque B  | Saez             | Smith            | Shiozaki         | Kiyomiya         | Kitamiya         | Yone             | Marufuji         | Sugiura          |
| Saez      | X                | Saez (14:46)     | Shiozaki (11:53) | Saez (9:15)      | Kitamiya (10:04) | Saez (10:20)     | Marufuji (13:26) | Sugiura (12:36)  |
| Smith     | Saez (14:46)     | X                | Smith (13:22)    | Smith (11:11)    | Kitamiya (13:01) | Yone (11:33)     | Smith (15:46)    | Smith (16:11)    |
| Shiozaki  | Shiozaki (11:53) | Smith (13:22)    | X                | Shiozaki (9:02)  | Shiozaki (19:15) | Shiozaki (15:33) | Marufuji (19:41) | Sugiura (27:10)  |
| Kiyomiya  | Saez (9:15)      | Smith (11:11)    | Shiozaki (9:02)  | X                | Kitamiya (10:15) | Yone (10:20)     | Marufuji (11:55) | Sugiura (12:28)  |
| Kitamiya  | Kitamiya (10:04) | Kitamiya (13:01) | Shiozaki (19:15) | Kitamiya (10:15) | X                | Yone (13:54)     | Kitamiya (17:23) | Kitamiya (13:34) |
| Yone      | Saez (10:20)     | Yone (11:33)     | Shiozaki (15:33) | Yone (10:20)     | Yone (13:54)     | X                | Marufuji (16:03) | Yone (14:42)     |
| Marufuji  | Marufuji (13:26) | Smith (15:46)    | Marufuji (19:41) | Marufuji (11:55) | Kitamiya (17:23) | Marufuji (16:03) | X                | Sugiura (17:52)  |
| Sugiura   | Sugiura (12:36)  | Smith (16:11)    | Sugiura (27:10)  | Sugiura (12:28)  | Kitamiya (13:34) | Yone (14:42)     | Sugiura (17:52)  | X                |

|  | Final |               |       |  |
|  |       |               |       |  |
|  | A1    | Minoru Suzuki | Pin   |  |
|  | A1    | Minoru Suzuki | Pin   |  |
|  | B1    | Masa Kitamiya | 35:15 |  |
|  | B1    | Masa Kitamiya | 35:15 |  |

### 2017
La octava edición de Global League 2017 se celebró del 14 de octubre al 19 de noviembre. El torneo contó con un sistema de bloque, con dieciséis luchadores divididos en dos bloques de siete. Los mejores luchadores de acabado de cada bloque se enfrentaron en la final.
| Bloque A          | Bloque A | Bloque B           | Bloque B |
| Go Shiozaki       | 10       | Kenoh              | 11       |
| Masa Kitamiya     | 10       | Masato Tanaka      | 10       |
| Naomichi Marufuji | 9        | Katsuhiko Nakajima | 9        |
| Mitsuya Nagai     | 6        | Atsushi Kotoge     | 8        |
| Cody Hall         | 6        | Quiet Storm        | 6        |
| Muhammad Yone     | 5        | Yuko Miyamoto      | 6        |
| Maybach Taniguchi | 2        | Akitoshi Saito     | 4        |
| Yuji Okabayashi   | 0        | Kazma Sakamoto     | 2        |
| ----------------- | -------- | ------------------ | -------- |

| Bloque A   | Hall             | Shiozaki            | Kitamiya            | Taniguchi            | Nagai            | Yone             | Marufuji            | Okabayashi           |
| ---------- | ---------------- | ------------------- | ------------------- | -------------------- | ---------------- | ---------------- | ------------------- | -------------------- |
| Hall       | X                | Shiozaki (11:57)    | Kitamiya (09:17)    | Hall (12:12)         | Nagai (07:59)    | Hall (08:42)     | Marufuji (10:20)    | Hall (abandono)      |
| Shiozaki   | Shiozaki (11:57) | X                   | Shiozaki (05:19)    | Empate (10:25)       | Shiozaki (12:23) | Shiozaki (17:10) | Marufuji (16:07)    | Shiozaki (abandono)  |
| Kitamiya   | Kitamiya (09:17) | Shiozaki (05:19)    | X                   | Empate (13:39)       | Kitamiya (09:30) | Kitamiya (13:20) | Kitamiya (14:37)    | Kitamiya (abandono)  |
| Taniguchi  | Hall (12:12)     | Empate (10:25)      | Empate (13:39)      | X                    | Empate (12:53)   | Yone (12:13)     | Empate (11:36)      | Taniguchi (abandono) |
| Nagai      | Nagai (07:59)    | Shiozaki (12:23)    | Kitamiya (09:30)    | Empate (12:53)       | X                | Nagai (11:18)    | Marufuji (11:32)    | Nagai (abandono)     |
| Yone       | Hall (08:42)     | Shiozaki (17:10)    | Kitamiya (13:20)    | Yone (12:13)         | Nagai (11:18)    | X                | Empate (30:00)      | Yone (abandono)      |
| Marufuji   | Marufuji (10:20) | Marufuji (16:07)    | Kitamiya (14:37)    | Empate (11:36)       | Marufuji (11:32) | Empate (30:00)   | X                   | Marufuji (abandono)  |
| Okabayashi | Hall (abandono)  | Shiozaki (abandono) | Kitamiya (abandono) | Taniguchi (abandono) | Nagai (abandono) | Yone (abandono)  | Marufuji (abandono) | X                    |
| Bloque B   | Saito            | Kotoge              | Nakajima            | Sakamoto             | Kenoh            | Tanaka           | Storm               | Miyamoto             |
| Saito      | X                | Kotoge (13:30)      | Nakajima (10:56)    | Saito (06:02)        | Kenoh (09:51)    | Tanaka (10:17)   | Saito (11:32)       | Miyamoto (11:30)     |
| Kotoge     | Kotoge (13:30)   | X                   | Nakajima (13:03)    | Kotoge (02:47)       | Kenoh (10:03)    | Tanaka (15:10)   | Kotoge (14:54)      | Kotoge (12:38)       |
| Nakajima   | Nakajima (10:56) | Nakajima (13:03)    | X                   | Nakajima (10:16)     | Empate (30:00)   | Tanaka (13:05)   | Storm (11:39)       | Nakajima (14:21)     |
| Sakamoto   | Saito (06:02)    | Kotoge (02:47)      | Nakajima (10:16)    | X                    | Kenoh (10:04)    | Tanaka (06:24)   | Storm (09:33)       | Sakamoto (11:32)     |
| Kenoh      | Kenoh (09:51)    | Kenoh (10:03)       | Empate (30:00)      | Kenoh (10:04)        | X                | Kenoh (19:21)    | Kenoh (11:03)       | Miyamoto (11:39)     |
| Tanaka     | Tanaka (10:17)   | Tanaka (15:10)      | Tanaka (13:05)      | Tanaka (06:24)       | Kenoh (19:21)    | X                | Tanaka (12:19)      | Miyamoto (11:59)     |
| Storm      | Saito (11:32)    | Kotoge (14:54)      | Storm (11:39)       | Storm (09:33)        | Kenoh (11:03)    | Tanaka (12:19)   | X                   | Storm (10:10)        |
| Miyamoto   | Miyamoto (11:30) | Kotoge (12:38)      | Nakajima (14:21)    | Sakamoto (11:32)     | Miyamoto (11:39) | Miyamoto (11:59) | Storm (10:10)       | X                    |

|  | Final |             |       |  |
|  |       |             |       |  |
|  | A1    | Go Shiozaki | Pin   |  |
|  | A1    | Go Shiozaki | Pin   |  |
|  | B1    | Kenoh       | 26:24 |  |
|  | B1    | Kenoh       | 26:24 |  |

### 2018
La novena edición de Global League 2018 se celebró del 30 de octubre al 25 de noviembre. El torneo contó con un sistema de bloque, con dieciséis luchadores divididos en dos bloques de siete. Los mejores luchadores de acabado de cada bloque se enfrentaron en la final. Naomichi Marufuji  se vio obligado a retirarse de la final debido a una lesión en el hombro. Días después antes del torneo, se determinó una lucha entre Kenoh, Katsuhiko Nakajima y Kohei Sato por el puesto vacante de Marufuji, y quien resultó ganador fue Nakajima.
| Bloque A           | Bloque A | Bloque B            | Bloque B |
| Naomichi Marufuji  | 10       | Kaito Kiyomiya      | 8        |
| Kohei Sato         | 8        | Go Shiozaki         | 8        |
| Kenoh              | 8        | Takashi Sugiura (c) | 8        |
| Katsuhiko Nakajima | 8        | Maybach Taniguchi   | 8        |
| Quiet Storm        | 6        | Cody Hall           | 6        |
| Akitoshi Saito     | 6        | Muhammad Yone       | 6        |
| Masa Kitamiya      | 6        | Kazusada Higuchi    | 6        |
| Mitsuya Nagai      | 4        | Atsushi Kotoge      | 6        |
| ------------------ | -------- | ------------------- | -------- |

| Bloque A  | Saito             | Nakajima         | Kenoh            | Sato             | Kitamiya         | Nagai             | Marufuji         | Storm            |
| --------- | ----------------- | ---------------- | ---------------- | ---------------- | ---------------- | ----------------- | ---------------- | ---------------- |
| Saito     | X                 | Nakajima (12:25) | Kenoh (12:05)    | Saito (7:50)     | Saito (9:57)     | Saito (7:45)      | Marufuji (12:06) | Storm (10:24)    |
| Nakajima  | Nakajima (12:25)  | X                | Kenoh (16:48)    | Sato (10:38)     | Kitamiya (15:20) | Nakajima (6:50)   | Nakajima (12:48) | Nakajima (12:23) |
| Kenoh     | Kenoh (12:05)     | Kenoh (16:48)    | X                | Sato (10:48)     | Kitamiya (13:50) | Nagai (11:39)     | Kenoh (17:54)    | Kenoh (10:39)    |
| Sato      | Saito (7:50)      | Sato (10:38)     | Sato (10:48)     | X                | Sato (15:23)     | Nagai (13:07)     | Marufuji (10:18) | Sato (10:38)     |
| Kitamiya  | Saito (9:57)      | Kitamiya (15:20) | Kitamiya (13:50) | Sato (15:23)     | X                | Kitamiya (8:20)   | Marufuji (16:40) | Storm (11:06)    |
| Nagai     | Saito (7:45)      | Nakajima (6:50)  | Nagai (11:39)    | Nagai (13:07)    | Kitamiya (8:20)  | X                 | Marufuji (12:15) | Storm (8:01)     |
| Marufuji  | Marufuji (12:06)  | Nakajima (12:48) | Kenoh (17:54)    | Marufuji (10:18) | Marufuji (16:40) | Marufuji (12:15)  | X                | Marufuji (11:17) |
| Storm     | Storm (10:24)     | Nakajima (12:23) | Kenoh (10:39)    | Sato (10:38)     | Storm (11:06)    | Storm (8:01)      | Marufuji (11:17) | X                |
| Bloque B  | Kotoge            | Hall             | Shiozaki         | Kiyomiya         | Higuchi          | Taniguchi         | Yone             | Sugiura          |
| Kotoge    | X                 | Hall (8:37)      | Kotoge (13:42)   | Kotoge (10:42)   | Higuchi (8:02)   | Taniguchi (11:19) | Yone (7:36)      | Kotoge (6:14)    |
| Hall      | Hall (8:37)       | X                | Shiozaki (10:35) | Hall (5:09)      | Higuchi (8:17)   | Taniguchi (9:22)  | Hall (6:32)      | Sugiura (6:10)   |
| Shiozaki  | Kotoge (13:42)    | Shiozaki (10:35) | X                | Kiyomiya (17:38) | Shiozaki (18:20) | Shiozaki (6:49)   | Yone (13:44)     | Shiozaki (16:28) |
| Kiyomiya  | Kotoge (10:42)    | Hall (5:09)      | Kiyomiya (17:38) | X                | Higuchi (10:25)  | Kiyomiya (13:29)  | Kiyomiya (11:27) | Kiyomiya (13:30) |
| Higuchi   | Higuchi (8:02)    | Higuchi (8:17)   | Shiozaki (18:20) | Higuchi (10:25)  | X                | Taniguchi (9:29)  | Yone (7:40)      | Sugiura (14:08)  |
| Taniguchi | Taniguchi (11:19) | Taniguchi (9:22) | Shiozaki (6:49)  | Kiyomiya (13:29) | Taniguchi (9:29) | X                 | Taniguchi (9:09) | Sugiura (12:25)  |
| Yone      | Yone (7:36)       | Hall (6:32)      | Yone (13:44)     | Kiyomiya (11:27) | Yone (7:40)      | Taniguchi (9:09)  | X                | Sugiura (11:17)  |
| Sugiura   | Kotoge (6:14)     | Sugiura (6:10)   | Shiozaki (16:28) | Kiyomiya (13:30) | Sugiura (14:08)  | Sugiura (12:25)   | Sugiura (11:17)  | X                |

|  | Final |                    |       |  |
|  |       |                    |       |  |
|  | A1    | Katsuhiko Nakajima | Pin   |  |
|  | A1    | Katsuhiko Nakajima | Pin   |  |
|  | B1    | Kaito Kiyomiya     | 18:34 |  |
|  | B1    | Kaito Kiyomiya     | 18:34 |  |

### 2019
La décima edición de Global League 2019 (ahora renombrada como "N-1 Victory") se celebró del 18 de agosto al 16 de septiembre. El torneo contó con un sistema de bloque, con 10 luchadores divididos en dos bloques de cinco. El Campeón Peso Pesado de GHC Kaito Kiyomiya, no participará en este torneo y se enfrentará al ganador del torneo en el evento Ryogoku Kokugikan de noviembre.
Las finales se llevarán a cabo en el Edion Arena Osaka el 16 de septiembre. El luchador de Dragon Gate Masaaki Mochizuki y los luchadores de la Major League Wrestling (MLW) Alexander Hammerstone y El Hijo de Dr. Wagner Jr. están invitados a competir en este torneo.
| Bloque A                    | Bloque A | Bloque B                        | Bloque B |
| Takashi Sugiura             | 8        | Kenoh                           | 6        |
| Go Shiozaki                 | 4        | Shuhei Taniguchi                | 5        |
| Masa Kitamiya               | 4        | Masaaki Mochizuki (Dragon Gate) | 4        |
| Alexander Hammerstone (MLW) | 4        | Katsuhiko Nakajima              | 3        |
| Naomichi Marufuji           | 0        | El Hijo de Dr. Wagner Jr. (MLW) | 2        |
| --------------------------- | -------- | ------------------------------- | -------- |

| Bloque A    | Hammerstone         | Shiozaki          | Kitamiya            | Marufuji          | Sugiura             |
| ----------- | ------------------- | ----------------- | ------------------- | ----------------- | ------------------- |
| Marufuji    | X                   | Sugiura (21:38)   | Shiozaki (27:54)    | Kitamiya (20:36)  | Hammerstone (12:35) |
| Sugiura     | Sugiura (21:38)     | X                 | Sugiura (23:10)     | Sugiura (17:51)   | Sugiura (17:20)     |
| Shiozaki    | Shiozaki (27:54)    | Sugiura (23:10)   | X                   | Shiozaki (25:23)  | Hammerstone (17:10) |
| Kitamiya    | Kitamiya (20:36)    | Sugiura (17:51)   | Shiozaki (25:23)    | X                 | Kitamiya (17:12)    |
| Hammerstone | Hammerstone (12:35) | Sugiura (17:20)   | Hammerstone (17:10) | Kitamiya (17:12)  | X                   |
| Bloque B    | Wagner              | Nakajima          | Kenoh               | Mochizuki         | Taniguchi           |
| Nakajima    | X                   | Draw (20:00)      | Kenoh (15:03)       | Nakajima (17:22)  | Wagner (16:16)      |
| Taniguchi   | Draw (20:00)        | X                 | Kenoh (12:51)       | Taniguchi (10:39) | Taniguchi (12:55)   |
| Kenoh       | Kenoh (15:03)       | Kenoh (12:51)     | X                   | Mochizuki (16:53) | Kenoh (14:02)       |
| Mochizuki   | Nakajima (17:22)    | Taniguchi (10:39) | Mochizuki (16:53)   | X                 | Mochizuki (12:45)   |
| Wagner      | Wagner (16:16)      | Taniguchi (12:55) | Kenoh (14:02)       | Mochizuki (12:45) | X                   |

|  | Final |                 |       |  |
|  |       |                 |       |  |
|  | A1    | Takashi Sugiura | 28:40 |  |
|  | A1    | Takashi Sugiura | 28:40 |  |
|  | B1    | Kenoh           | Pin   |  |
|  | B1    | Kenoh           | Pin   |  |

### 2020
El torneo N-1 Victory 2020 se llevó a cabo del 18 de septiembre al 11 de octubre. 12 luchadores compitieron en 2 bloques de 6. A diferencia del año anterior, compitió el actual Campeón Peso Pesado de GHC. Masaaki Mochizuki de Dragon Gate compitió en el torneo por segundo año consecutivo. También compitió el freelancer Kazushi Sakuraba, quien era la mitad de los Campeones en Parejas de GHC en ese momento (junto con su compañero participante Takashi Sugiura).
| Block A           | Block A | Block B            | Block B |
| ----------------- | ------- | ------------------ | ------- |
| Kaito Kiyomiya    | 7       | Katsuhiko Nakajima | 8       |
| Go Shiozaki (C)   | 6       | Takashi Sugiura    | 7       |
| Masaaki Mochizuki | 5       | Kenoh              | 6       |
| Manabu Soya       | 4       | Naomichi Marufuji  | 5       |
| Kazushi Sakuraba  | 4       | Shuhei Taniguchi   | 4       |
| Masa Kitamiya     | 4       | Yoshiki Inamura    | 0       |

| Block A   | Kiyomiya         | Shiozaki          | Soya              | Mochizuki         | Kitamiya         | Sakuraba         |
| --------- | ---------------- | ----------------- | ----------------- | ----------------- | ---------------- | ---------------- |
| Kiyomiya  |                  | Kiyomiya (24:07)  | Kiyomiya (21:55)  | Draw (30:00)      | Kitamiya (14:32) | Kiyomiya (9:47)  |
| Shiozaki  | Kiyomiya (24:07) |                   | Shiozaki (16:54)  | Mochizuki (16:21) | Shiozaki (20:00) | Shiozaki (8:35)  |
| Soya      | Kiyomiya (21:55) | Shiozaki (16:54)  |                   | Mochizuki (13:14) | Soya (12:56)     | Soya (5:57)      |
| Mochizuki | Draw (30:00)     | Mochizuki (16:21) | Mochizuki (13:14) |                   | Kitamiya (9:23)  | Sakuraba (8:28)  |
| Kitamiya  | Kitamiya (14:32) | Shiozaki (20:00)  | Soya (12:56)      | Kitamiya (9:23)   |                  | Sakuraba (2:29)  |
| Sakuraba  | Kiyomiya (9:47)  | Shiozaki (8:35)   | Soya (5:57)       | Sakuraba (8:28)   | Sakuraba (2:29)  |                  |
| Block B   | Kenoh            | Nakajima          | Marufuji          | Taniguchi         | Sugiura          | Inamura          |
| Kenoh     |                  | Nakajima (17:19)  | Kenoh (15:05)     | Kenoh (9:40)      | Sugiura (16:04)  | Kenoh (10:26)    |
| Nakajima  | Nakajima (17:19) |                   | Nakajima (16:25)  | Taniguchi (14:42) | Nakajima (17:42) | Nakajima (11:49) |
| Marufuji  | Kenoh (15:05)    | Nakajima (16:25)  |                   | Marufuji (18:21)  | Draw (30:00)     | Marufuji (12:23) |
| Taniguchi | Kenoh (9:40)     | Taniguchi (14:42) | Marufuji (18:21)  |                   | Sugiura (21:57)  | Taniguchi (4:36) |
| Sugiura   | Sugiura (16:04)  | Nakajima (17:42)  | Draw (30:00)      | Sugiura (21:57)   |                  | Sugiura (9:11)   |
| Inamura   | Kenoh (10:26)    | Nakajima (11:49)  | Marufuji (12:23)  | Taniguchi (4:36)  | Sugiura (9:11)   |                  |

|  | Final |                    |       |  |
|  |       |                    |       |  |
|  | A1    | Kaito Kiyomiya     | Pin   |  |
|  | A1    | Kaito Kiyomiya     | Pin   |  |
|  | B1    | Katsuhiko Nakajima | 25:24 |  |
|  | B1    | Katsuhiko Nakajima | 25:24 |  |

### 2021
El torneo N-1 Victory 2021 se llevó a cabo del 12 de septiembre al 3 de octubre. 16 luchadores compitieron en 4 bloques de 4, donde los ganadores de cada bloque avanzaron a las semifinales. Las semifinales fueron combates de eliminación simple y los ganadores se enfrentaron en la final más tarde esa misma noche. Katsuhiko Nakajima, quien ganó el torneo, recibió un combate por el Campeonato Peso Pesado GHC contra el entonces campeón Naomichi Marufuji en Grand Square 2021 in Osaka el 10 de octubre.
| Block A         | Block A | Block B           | Block B | Block C            | Block C | Block D          | Block D |
| --------------- | ------- | ----------------- | ------- | ------------------ | ------- | ---------------- | ------- |
| Kaito Kiyomiya  | 5       | Kenoh             | 4       | Katsuhiko Nakajima | 4       | Masakatsu Funaki | 6       |
| Keiji Mutoh     | 4       | Masaaki Mochizuki | 4       | Kazushi Sakuraba   | 3       | Kazuyuki Fujita  | 4       |
| Takashi Sugiura | 3       | Daiki Inaba       | 2       | Masato Tanaka      | 3       | Masa Kitamiya    | 2       |
| Manabu Soya     | 0       | Kendo Kashin      | 2       | Kotaro Suzuki      | 2       | Akitoshi Saito   | 0       |

| Block A   | Sugiura          | Kiyomiya          | Soya              | Mutoh            |
| --------- | ---------------- | ----------------- | ----------------- | ---------------- |
| Sugiura   |                  | Kiyomiya (21:15)  | Sugiura (10:19)   | Draw (30:00)     |
| Kiyomiya  | Kiyomiya (21:15) |                   | Kiyomiya (25:07)  | Draw (30:00)     |
| Soya      | Sugiura (10:19)  | Kiyomiya (25:07)  |                   | Mutoh (17:37)    |
| Mutoh     | Draw (30:00)     | Draw (30:00)      | Mutoh (17:37)     |                  |
| Block B   | Kenoh            | Inaba             | Mochizuki         | Kashin           |
| Kenoh     |                  | Kenoh (14:59)     | Kenoh (16:30)     | Kashin (12:46)   |
| Inaba     | Kenoh (14:59)    |                   | Mochizuki (12:39) | Inaba (7:07)     |
| Mochizuki | Kenoh (16:30)    | Mochizuki (12:39) |                   | Mochizuki (9:28) |
| Kashin    | Kashin (12:46)   | Inaba (7:07)      | Mochizuki (9:28)  |                  |
| Block C   | Nakajima         | Sakuraba          | Suzuki            | Tanaka           |
| Nakajima  |                  | Nakajima (12:33)  | Nakajima (18:31)  | Tanaka (14:08)   |
| Sakuraba  | Nakajima (12:33) |                   | Sakuraba (15:02)  | Draw (30:00)     |
| Suzuki    | Nakajima (18:31) | Sakuraba (15:02)  |                   | Suzuki (5:26)    |
| Tanaka    | Tanaka (14:08)   | Draw (30:00)      | Suzuki (5:26)     |                  |
| Block D   | Kitamiya         | Saito             | Funaki            | Fujita           |
| Kitamiya  |                  | Kitamiya (7:58)   | Funaki (10:54)    | Fujita (9:29)    |
| Saito     | Kitamiya (7:58)  |                   | Funaki (12:53)    | Fujita (13:12)   |
| Funaki    | Funaki (10:54)   | Funaki (12:53)    |                   | Funaki (5:05)    |
| Fujita    | Fujita (9:29)    | Fujita (13:12)    | Funaki (5:05)     |                  |

|  | Semifinals | Semifinals         | Semifinals |                    |       | Final | Final | Final |  |
|  |            |                    |            |                    |       |       |       |       |  |
|  |            |                    |            |                    |       |       |       |       |  |
|  | A1         | Kaito Kiyomiya     | Pin        |                    |       |       |       |       |  |
|  | A1         | Kaito Kiyomiya     | Pin        |                    |       |       |       |       |  |
|  | B1         | Kenoh              | 15:35      |                    |       |       |       |       |  |
|  | B1         | Kenoh              | 15:35      |                    | B1    | Kenoh | Pin   |       |  |
|  |            |                    |            |                    | B1    | Kenoh | Pin   |       |  |
|  |            |                    | C1         | Katsuhiko Nakajima | 20:00 |       |       |       |  |
|  | C1         | Katsuhiko Nakajima | C1         | Katsuhiko Nakajima | 20:00 | Pin   |       |       |  |
|  | C1         | Katsuhiko Nakajima |            |                    |       | Pin   |       |       |  |
|  | D1         | Masakatsu Funaki   | 8:38       |                    |       |       |       |       |  |
|  | D1         | Masakatsu Funaki   | 8:38       |                    |       |       |       |       |  |
|  |            |                    |            |                    |       |       |       |       |  |

### 2022
La edición de 2022 se llevó a cabo entre el 11 de agosto y el 3 de septiembre, con la final en el Gimnasio de la Prefectura de Osaka. Los participantes y los combates se anunciaron el 17 de julio. Timothy Thatcher se retiró del torneo debido a problemas de visado. Kinya Okada derrotó a Yoshiki Inamura para ocupar el lugar de Thatcher en el N-1.
| Block A                   | Block A | Block B            | Block B |
| ------------------------- | ------- | ------------------ | ------- |
| Hideki Suzuki             | 11      | Kaito Kiyomiya     | 10      |
| Kazuyuki Fujita           | 10      | Katsuhiko Nakajima | 10      |
| Kenoh (C)                 | 9       | Masakatsu Funaki   | 8       |
| Go Shiozaki               | 8       | Takashi Sugiura    | 8       |
| El Hijo de Dr. Wagner Jr. | 6       | Satoshi Kojima     | 8       |
| Masato Tanaka             | 6       | Jack Morris        | 6       |
| Masaaki Mochizuki         | 4       | Masa Kitamiya      | 6       |
| Anthony Greene            | 2       | Kinya Okada        | 0       |

| Block A   | Kenoh            | Fujita           | Shiozaki         | Tanaka            | Mochizuki         | Suzuki           | Wagner           | Greene           |
| --------- | ---------------- | ---------------- | ---------------- | ----------------- | ----------------- | ---------------- | ---------------- | ---------------- |
| Kenoh     |                  | Fujita (19:04)   | Kenoh (20:00)    | Tanaka (19:01)    | Kenoh (13:32)     | Draw (30:00)     | Kenoh (15:03)    | Kenoh (11:14)    |
| Fujita    | Fujita (19:04)   |                  | Fujita (20:46)   | Tanaka (20:56)    | Fujita (8:43)     | Fujita (19:05)   | Wagner (9:23)    | Fujita (4:59)    |
| Shiozaki  | Kenoh (20:00)    | Fujita (20:46)   |                  | Shiozaki (15:54)  | Shiozaki (14:22)  | Suzuki (15:13)   | Shiozaki (15:15) | Shiozaki (9:35)  |
| Tanaka    | Tanaka (19:01)   | Tanaka (20:56)   | Shiozaki (15:54) |                   | Mochizuki (13:43) | Suzuki (15:24)   | Wagner (11:37)   | Tanaka (11:21)   |
| Mochizuki | Kenoh (13:32)    | Fujita (8:43)    | Shiozaki (14:22) | Mochizuki (13:43) |                   | Suzuki (14:35)   | Wagner (13:18)   | Mochizuki (9:46) |
| Suzuki    | Draw (30:00)     | Fujita (19:05)   | Suzuki (15:13)   | Suzuki (15:24)    | Suzuki (14:35)    |                  | Suzuki (12:46)   | Suzuki (9:00)    |
| Wagner    | Kenoh (15:03)    | Wagner (9:23)    | Shiozaki (15:15) | Wagner (11:37)    | Wagner (13:18)    | Suzuki (12:46)   |                  | Greene (12:12)   |
| Greene    | Kenoh (11:14)    | Fujita (4:59)    | Shiozaki (9:35)  | Tanaka (11:21)    | Mochizuki (9:46)  | Suzuki (9:00)    | Greene (12:12)   |                  |
| Block B   | Funaki           | Kiyomiya         | Nakajima         | Sugiura           | Kitamiya          | Kojima           | Okada            | Morris           |
| Funaki    |                  | Kiyomiya (13:49) | Funaki (22:26)   | Funaki (0:57)     | Kitamiya (9:03)   | Kojima (10:11)   | Funaki (7:49)    | Funaki (8:44)    |
| Kiyomiya  | Kiyomiya (13:49) |                  | Kiyomiya (17:45) | Kiyomiya (19:30)  | Kitamiya (18:54)  | Kiyomiya (17:06) | Kiyomiya (9:59)  | Morris (11:50)   |
| Nakajima  | Funaki (22:26)   | Kiyomiya (17:45) |                  | Nakajima (16:35)  | Nakajima (10:36)  | Nakajima (24:44) | Nakajima (3:17)  | Nakajima (13:41) |
| Sugiura   | Funaki (0:57)    | Kiyomiya (19:30) | Nakajima (16:35) |                   | Sugiura (10:26)   | Sugiura (16:54)  | Sugiura (6:43)   | Sugiura (16:33)  |
| Kitamiya  | Kitamiya (9:03)  | Kitamiya (18:54) | Nakajima (10:36) | Sugiura (10:26)   |                   | Kojima (12:36)   | Kitamiya (6:09)  | Morris (11:00)   |
| Kojima    | Kojima (10:11)   | Kiyomiya (17:06) | Nakajima (24:44) | Sugiura (16:54)   | Kojima (12:36)    |                  | Kojima (8:50)    | Kojima (12:48)   |
| Okada     | Funaki (7:49)    | Kiyomiya (9:59)  | Nakajima (3:17)  | Sugiura (6:43)    | Kitamiya (6:09)   | Kojima (8:50)    |                  | Morris (11:06)   |
| Morris    | Funaki (8:44)    | Morris (11:50)   | Nakajima (13:41) | Sugiura (16:33)   | Morris (11:00)    | Kojima (12:48)   | Morris (11:06)   |                  |

|  | Final |                |       |  |
|  |       |                |       |  |
|  | A1    | Hideki Suzuki  | Pin   |  |
|  | A1    | Hideki Suzuki  | Pin   |  |
|  | B1    | Kaito Kiyomiya | 33:23 |  |
|  | B1    | Kaito Kiyomiya | 33:23 |  |

### 2023
La edición de 2023 se desarrolló entre el 6 de agosto y el 3 de septiembre, con la final en el Gimnasio de la Prefectura de Osaka . Los participantes y los combates se anunciaron el 22 de junio. Dieciséis luchadores compitieron en el torneo con invitados especiales, incluidos Yuma Anzai de All Japan Pro Wrestling y Yuki Yoshioka de Dragon Gate, compitiendo en el torneo de este año. El 19 de agosto, se anunció que Daiki Inaba estaría ausente por el resto del torneo debido a una lesión, lo que lo llevó a perder el resto de sus combates.
| Block A          | Block A | Block B                    | Block B |
| ---------------- | ------- | -------------------------- | ------- |
| Kenoh            | 10      | Go Shiozaki                | 9       |
| Jake Lee (C)     | 10      | Manabu Soya                | 9       |
| Jack Morris      | 9       | Katsuhiko Nakajima         | 8       |
| Yuki Yoshioka    | 8       | Lance Anoa'i               | 8       |
| Timothy Thatcher | 8       | El Hijo del Dr. Wagner Jr. | 8       |
| Masa Kitamiya    | 7       | Saxon Huxley               | 6       |
| Adam Brooks      | 4       | Daiki Inaba                | 4       |
| Yoshiki Inamura  | 0       | Yuma Anzai                 | 4       |

| Block A  | Lee                | Kenoh            | Kitamiya         | Morris           | Inamura            | Thatcher         | Brooks           | Yoshioka         |
| -------- | ------------------ | ---------------- | ---------------- | ---------------- | ------------------ | ---------------- | ---------------- | ---------------- |
| Lee      |                    | Kenoh (22:38)    | Draw (30:00)     | Draw (30:00)     | Lee (10:15)        | Lee (20:04)      | Lee (10:24)      | Lee (16:08)      |
| Kenoh    | Kenoh (22:38)      |                  | Kenoh (15:41)    | Morris (15:20)   | Kenoh (28:34)      | Kenoh (13:47)    | Brooks (14:16)   | Kenoh (20:25)    |
| Kitamiya | Empate (30:00)     | Kenoh (15:41)    |                  | Kitamiya (10:20) | Kitamiya (14:15)   | Thatcher (10:26) | Kitamiya (11:02) | Yoshioka (12:41) |
| Morris   | Draw (30:00)       | Morris (15:20)   | Kitamiya (10:20) |                  | Morris (13:51)     | Thatcher (11:59) | Morris (10:11)   | Morris (9:58)    |
| Inamura  | Lee (10:15)        | Kenoh (28:34)    | Kitamiya (14:15) | Morris (13:51)   |                    | Thatcher (13:12) | Brooks (7:58)    | Yoshioka (7:26)  |
| Thatcher | Lee (20:04)        | Kenoh (13:47)    | Thatcher (10:26) | Thatcher (11:59) | Thatcher (13:12)   |                  | Thatcher (9:47)  | Yoshioka (8:24)  |
| Brooks   | Lee (10:24)        | Brooks (14:16)   | Kitamiya (11:02) | Morris (10:11)   | Brooks (7:58)      | Thatcher (9:47)  |                  | Yoshioka (9:46)  |
| Yoshioka | Lee (16:08)        | Kenoh (20:25)    | Yoshioka (12:41) | Morris (9:58)    | Yoshioka (7:26)    | Yoshioka (8:24)  | Yoshioka (9:46)  |                  |
| Block B  | Shiozaki           | Nakajima         | Wagner           | Soya             | Inaba              | Huxley           | Anoa'i           | Anzai            |
| Shiozaki |                    | Shiozaki (14:53) | Wagner (24:28)   | Draw (30:00)     | Shiozaki (forfeit) | Shiozaki (9:54)  | Anoa'i (12:14)   | Shiozaki (21:51) |
| Nakajima | Shiozaki (14:53)   |                  | Nakajima (15:00) | Soya (14:40)     | Nakajima (13:35)   | Huxley (12:37)   | Nakajima (10:36) | Nakajima (10:33) |
| Wagner   | Wagner (24:28)     | Nakajima (15:00) |                  | Soya (12:07)     | Wagner (12:47)     | Wagner (10:04)   | Anoa'i (10:56)   | Wagner (10:30)   |
| Soya     | Draw (30:00)       | Soya (14:40)     | Soya (12:07)     |                  | Inaba (13:50)      | Soya (12:00)     | Soya (12:35)     | Anzai (13:14)    |
| Inaba    | Shiozaki (forfeit) | Nakajima (13:35) | Wagner (12:47)   | Inaba (13:50)    |                    | Inaba (7:36)     | Anoa'i (forfeit) | Anzai (forfeit)  |
| Huxley   | Shiozaki (9:54)    | Huxley (12:37)   | Wagner (10:04)   | Soya (12:00)     | Inaba (7:36)       |                  | Huxley (7:13)    | Huxley (9:28)    |
| Anoa'i   | Anoa'i (12:14)     | Nakajima (10:36) | Anoa'i (10:56)   | Soya (12:35)     | Anoa'i (forfeit)   | Huxley (7:13)    |                  | Anoa'i (8:22)    |
| Anzai    | Shiozaki (21:51)   | Nakajima (10:33) | Wagner (10:30)   | Anzai (13:14)    | Anzai (forfeit)    | Huxley (9:28)    | Anoa'i (8:22)    |                  |